# Metaxmeste nubicola
Metaxmeste nubicola là một loài bướm đêm trong họ Crambidae.